# Diócesis de Syracuse
La diócesis de Syracuse (en latín: Dioecesis Syracusen(sis) y en inglés: Roman Catholic Diocese of Syracuse) es una circunscripción eclesiástica latina de la Iglesia católica en Estados Unidos, sufragánea de la arquidiócesis de Nueva York. La diócesis tiene al obispo Douglas Lucia como su ordinario desde el 4 de junio de 2019.

## Territorio y organización
La diócesis tiene 14 915 km² y extiende su jurisdicción sobre los fieles católicos de rito latino residentes en el estado de Nueva York en los condados de Broome, Chenango, Cortland, Madison, Oneida, Onondaga y Oswego.
La sede de la diócesis se encuentra en la ciudad de Syracuse, en donde se halla la Catedral de la Inmaculada Concepción y la basílica menor del Sagrado Corazón.
En 2020 en la diócesis existían 119 parroquias.

## Historia
La diócesis fue erigida el 26 de noviembre de 1886, obteniendo el territorio de la diócesis de Albany.
En junio de 2020 la diócesis se declaró en bancarrota, días después de que se presentasen en su contra 38 demandas judiciales por abusos sexuales. Esto sucedió tras una avalancha de denuncias por este motivo: desde 2019, la diócesis de Syracuse afronta docenas de acusaciones hacia sus sacerdotes por abusar de niños y hacia sus superiores por encubrir los abusos durante décadas. En los últimos años, el obispado ha intentado llegar a acuerdos extrajudiciales con las víctimas a través de un programa de compensaciones: en 2019 se pagaron 11 millones de dólares a 79 víctimas, y durante el desarrollo del programa se hicieron públicos los nombres de 57 sacerdotes que contaban con denuncias por abusos sexuales a niños consideradas verosímiles, aunque desde su finalización se han interpuesto cerca de 80 nuevas demandas.

## Estadísticas
De acuerdo al Anuario Pontificio 2021 la diócesis tenía a fines de 2020 un total de 217 431 fieles bautizados.
| Año                                                                             | Población            | Población | Población      | Sacerdotes | Sacerdotes    | Sacerdotes    | Bautizados por sacerdote | Diáconos permanentes | Religiosos | Religiosos | Parroquias |
| Año                                                                             | Bautizados católicos | Total     | % de católicos | Total      | Clero secular | Clero regular | Bautizados por sacerdote | Diáconos permanentes | Varones    | Mujeres    | Parroquias |
| ------------------------------------------------------------------------------- | -------------------- | --------- | -------------- | ---------- | ------------- | ------------- | ------------------------ | -------------------- | ---------- | ---------- | ---------- |
| 1950                                                                            | 268 445              | 845 488   | 31.8           | 342        | 282           | 60            | 784                      |                      | 83         | 943        | 143        |
| 1966                                                                            | 394 099              | 1 125 199 | 35.0           | 491        | 403           | 88            | 802                      |                      | 146        | 1056       | 190        |
| 1968                                                                            | 398 726              | 1 125 199 | 35.4           | 481        | 370           | 111           | 828                      |                      | 169        | 1005       | 165        |
| 1976                                                                            | 423 315              | 1 208 557 | 35.0           | 488        | 374           | 114           | 867                      |                      | 172        | 950        | 170        |
| 1980                                                                            | 396 000              | 1 250 000 | 31.7           | 515        | 392           | 123           | 768                      | 27                   | 179        | 798        | 171        |
| 1990                                                                            | 369 938              | 1 203 600 | 30.7           | 410        | 335           | 75            | 902                      | 49                   | 107        | 620        | 172        |
| 1999                                                                            | 372 665              | 1 223 591 | 30.5           | 344        | 287           | 57            | 1083                     | 67                   | 18         | 497        | 172        |
| 2000                                                                            | 372 665              | 1 223 591 | 30.5           | 329        | 272           | 57            | 1132                     | 67                   | 75         | 497        | 172        |
| 2001                                                                            | 345 736              | 1 174 887 | 29.4           | 340        | 280           | 60            | 1016                     | 73                   | 76         | 497        | 172        |
| 2002                                                                            | 345 736              | 1 174 887 | 29.4           | 336        | 276           | 60            | 1028                     | 77                   | 102        | 497        | 172        |
| 2003                                                                            | 345 736              | 1 174 887 | 29.4           | 333        | 265           | 68            | 1038                     | 77                   | 99         | 405        | 172        |
| 2010                                                                            | 250 000              | 1 146 346 | 21.8           | 280        | 244           | 36            | 892                      | 85                   | 60         | 317        | 155        |
| 2014                                                                            | 289 000              | 1 198 000 | 24.1           | 262        | 223           | 39            | 1103                     | 70                   | 57         | 213        | 129        |
| 2017                                                                            | 234 724              | 1 198 000 | 19.6           | 232        | 202           | 30            | 1011                     | 91                   | 58         | 226        | 127        |
| 2020                                                                            | 217 431              | 1 169 760 | 18.6           | 206        | 180           | 26            | 1055                     | 96                   | 47         | 193        | 119        |
| Fuente: Catholic-Hierarchy, que a su vez toma los datos del Anuario Pontificio. |                      |           |                |            |               |               |                          |                      |            |            |            |

La diócesis tiene 11 misiones, 3 capillas devocionales y 3 hospitales católicos. Hay 5 escuelas diocesanas de alta junior/senior y 22 escuelas primarias. La diócesis cuenta con 264 oficinas (incluidas las escuelas) y emplea a 3000 personas.

### Escuelas elementales
- Bishop Grimes Junior/Senior High School, East Syracuse
- Bishop Ludden Junior/Senior High School, Siracusa
- Christian Brothers Academy, Siracusa
- Notre Dame Junior Senior High School, Utica
- Rome Catholic School, Rome
- Seton Catholic Central High School, Binghamton

## Episcopologio
- Patrick Anthony Ludden † (14 de diciembre de 1886-6 de agosto de 1912 falleció)
- John Grimes † (6 de agosto de 1912 por sucesión-26 de julio de 1922 falleció)
- Daniel Joseph Curley † (19 de febrero de 1923-3 de agosto de 1932 falleció)
- John Aloysius Duffy † (21 de abril de 1933-5 de enero de 1937 nombrado obispo de Búfalo)
- Walter Andrew Foery † (26 de mayo de 1937-4 de agosto de 1970 retirado[4])
- David Frederick Cunningham † (4 de agosto de 1970 por sucesión-9 de noviembre de 1976 retirado)
- Francis James Harrison † (9 de noviembre de 1976-16 de junio de 1987 retirado)
- Joseph Thomas O'Keefe † (16 de junio de 1987-4 de abril de 1995 retirado)
- James Michael Moynihan † (4 de abril de 1995-21 de abril de 2009 retirado)
- Robert Joseph Cunningham (21 de abril de 2009-4 de junio de 2019 retirado)
- Douglas John Lucia, desde el 4 de junio de 2019